# Крузенхаген
Крузенхаген (нем. Krusenhagen) — община в Германии, в земле Мекленбург-Передняя Померания.
Входит в состав района Северо-Западный Мекленбург. Подчиняется управлению Нойбург. Население составляет 549 человек (на 31 декабря 2010 года). Занимает площадь 11,21 км².